# Стораро, Витторио
Витто́рио Стора́ро (итал. Vittorio Storaro; род. 24 июня 1940, Рим) — итало-американский кинооператор. Обладатель трёх премий «Оскар».

## Биография
С 11 лет обучался фотографии. В 18-летнем возрасте поступил в итальянскую киношколу Centro Sperimentale di Cinematografia. С 1962 года работал ассистентом оператора, в 1969 году снял свой первый фильм в качестве оператора-постановщика — Giovinezza, Giovinezza.
Витторио Стораро работал со многими известными кинорежиссёрами. В течение двадцати лет он сотрудничал с Бернардо Бертолуччи и снял для этого режиссёра 8 фильмов, включая такие, как «Конформист» (1970), «Последнее танго в Париже» (1972), «Двадцатый век» (1976) и «Последний император» (1987).
В США Стораро наиболее известен по фильмам Фрэнсиса Ф. Копполы и Уоррена Битти. За свой второй американский фильм — «Апокалипсис сегодня» Копполы (1979) — Стораро получил «Оскар», а через два года снова удостоился этой престижной награды за работу в картине Битти «Красные» (1981). В третий раз Стораро получил «Оскар» за фильм «Последний император», а в 1991 году номинировался, но не получил приз за работу в «Дике Трэйси».
В 1983 году с помощью экспериментальной системы телевидения высокой чёткости фирмы Sony отснял фильм «Арлекин» и стал энтузиастом новой перспективной технологии кинопроизводства. В 1990-е также сотрудничал с Карлосом Саурой. За «Танго», один из четырёх фильмов этого режиссёра, снятых Стораро, он был удостоен технического гран-при Каннского кинофестиваля.
Стораро был оператором четырёх фильмов Вуди Аллена — «Светская жизнь», «Колесо чудес», «Дождливый день в Нью-Йорке» и «Фестиваль Рифкина». Последний вышел в российский прокат 31 декабря 2020 года.

## Стораро об операторском искусстве
«Это была очень маленькая школа (Экспериментальный киноцентр в Риме), но она дала мне ощущение, что я ещё студент и это было очень важно. Я навсегда сохранил это ощущение. Я все ещё студент в том смысле, что всегда есть что-то чему можно и нужно учиться. Я всегда искал и проводил свои собственные исследования».
«Монтажер выбирает какие кадры использовать и в каком порядке. Также есть музыка, которая создает настроение. То, что человек слышит, несомненно, влияет на то, что человек видит, и это, конечно, начинается со сценариста. Всеми этими людьми управляет режиссёр, но каждый из них вносит свой личный вклад. Кино — это оркестровая партия сыгранная солистами. Поэтому нужно соавторское право для кинооператоров чтобы защитить цельность творческой работы».
«Управление камерой — это, в основном выстраивание композиции и создание ритма. Я был счастлив, что занимаюсь этим. Я также работал оператором для нескольких рекламных роликов; когда мы снимали, кто-нибудь с секундомером отмерял каждую панораму и укрупнение. Он должен был говорить, 'У тебя есть четыре с половиной секунды, чтобы сделать этот кадр'. Это научило меня считать каждую секунду».
«Мы никогда не должны возвращаться. Всегда надо двигаться вперед и искать пути как развивать искусство, создавать кино. Я думаю о своей карьере, как о бесконечном поиске гармонии между противоположными жизненными силами: светом и тенями, сознательного и бессознательного, материей и энергией, мужчиной и женщиной. Кино — это путешествие длиною в жизнь».

## Избранная фильмография
| Год  | Русское название                              | Оригинальное название                         | Режиссёр                     |
| ---- | --------------------------------------------- | --------------------------------------------- | ---------------------------- |
| 1970 | Птица с хрустальным оперением                 | L’uccello dalle piume di cristallo            | Дарио Ардженто               |
| 1970 | Конформист                                    | Il conformista                                | Бернардо Бертолуччи          |
| 1970 | Стратегия паука                               | Strategia del ragno                           | Бернардо Бертолуччи          |
| 1971 | Жаль, что она блудница                        | Addio fratello crudele                        | Джузеппе Патрони Гриффи      |
| 1972 | Последнее танго в Париже                      | Ultimo tango a Parigi                         | Бернардо Бертолуччи          |
| 1973 | Коварство                                     | Malizia                                       | Сальваторе Сампери           |
| 1973 | Джордано Бруно                                | Giordano Bruno                                | Джулиано Монтальдо           |
| 1975 | Отпечатки                                     | Le orme                                       | Луиджи Баццони               |
| 1976 | Двадцатый век                                 | Novecento                                     | Бернардо Бертолуччи          |
| 1979 | Агата                                         | Agatha                                        | Майкл Эптед                  |
| 1979 | Апокалипсис сегодня                           | Apocalypse Now                                | Фрэнсис Форд Коппола         |
| 1979 | Луна                                          | Luna                                          | Бернардо Бертолуччи          |
| 1981 | Красные                                       | Reds                                          | Уоррен Битти                 |
| 1982 | От всего сердца                               | One from the Heart                            | Фрэнсис Форд Коппола         |
| 1985 | Леди-ястреб                                   | Ladyhawke                                     | Ричард Доннер                |
| 1986 | Пётр Великий                                  | Peter the Great                               | Марвин Хомски Лоуренс Шиллер |
| 1987 | Иштар                                         | Ishtar                                        | Элейн Мей                    |
| 1987 | Последний император                           | The Last Emperor                              | Бернардо Бертолуччи          |
| 1988 | Такер: Человек и его мечта                    | Tucker: The Man and His Dream                 | Фрэнсис Форд Коппола         |
| 1989 | Нью-йоркские истории (эпизод «Жизнь без Зои») | New York Stories (episode «Life Without Zoë») | Фрэнсис Форд Коппола         |
| 1990 | Дик Трейси                                    | Dick Tracy                                    | Уоррен Битти                 |
| 1990 | Под покровом небес                            | The Sheltering Sky                            | Бернардо Бертолуччи          |
| 1993 | Маленький Будда                               | Little Buddha                                 | Бернардо Бертолуччи          |
| 1998 | Булворт                                       | Bulworth                                      | Уоррен Битти                 |
| 1998 | Танго                                         | Tango, no me dejes nunca                      | Карлос Саура                 |
| 2000 | Дюна                                          | Frank Herbert’s Dune                          | Джон Харрисон                |
| 2000 | По кусочкам                                   | Picking Up the Pieces                         | Альфонсо Арау                |
| 2004 | Изгоняющий дьявола: Начало                    | Exorcist: The Beginning                       | Ренни Харлин                 |
| 2005 | Изгоняющий дьявола: Приквел                   | Dominion: Prequel to the Exorcist             | Пол Шредер                   |
| 2005 | Невидимые дети (эпизод «Чиро»)                | All the Invisible Children (episode «Ciro»)   | Стефано Венерузо             |
| 2007 | Караваджо                                     | Caravaggio                                    | Анджело Лонгони              |
| 2015 | Мухаммед — посланник Всевышнего               | محمد رسول‌الله                                 | Маджид Маджиди               |
| 2016 | Светская жизнь                                | Café Society                                  | Вуди Аллен                   |
| 2017 | Колесо чудес                                  | Wonder Wheel                                  | Вуди Аллен                   |
| 2018 | Дождливый день в Нью-Йорке                    | A Rainy Day in New York                       | Вуди Аллен                   |
| 2020 | Фестиваль Рифкина                             | Rifkin’s Festival                             | Вуди Аллен                   |

## Награды
- Премия Национального общества кинокритиков США за лучшую операторскую работу:
  - «Конформист» (1972)
- Премия «Оскар» за лучшую операторскую работу:
  - «Апокалипсис сегодня» (1980)
  - «Красные» (1982)
  - «Последний император» (1988)
- Премия BAFTA за лучшую операторскую работу:
  - «Под покровом небес» (1991)
- Технический главный приз Каннского кинофестиваля:
  - «Танго» (1998)
- Премия «Гойя» за лучшую операторскую работу:
  - «Гойя в Бордо» (2000)
- Премия «Эмми» за лучшую операторскую работу в мини-сериале или антологии:
  - «Дюна» (2001)
- Премия Американского общества кинооператоров за достижения всей жизни (2001)[6]